# Schloss Brestenberg
Das Schloss Brestenberg ist ein kleines, im barocken Stil erbautes Schloss südlich von Seengen im Schweizer Kanton Aargau, etwa 200 Meter vom Ufer des Hallwilersees entfernt. Dabei handelt es sich um einen ursprünglichen Landsitz der Herren von Hallwyl, der 1625 durch den Ausbau eines bereits im 16. Jahrhundert errichteten Hauses entstanden war.

## Geschichte
1622 verkaufte Dekan Samuel Gruner aus Seengen die Liegenschaft Brestenberg für 4500 Gulden an Hans Rudolf von Hallwyl, der drei Jahre später einen völligen Neubau in Auftrag gab. Von 1709 bis 1761 war Schloss Brestenberg im Besitz der Herren von Breiten-Landenberg, von 1761 bis 1805 im Besitz des Berner Patriziers Oberst von Goumoens. 1710 entstand an der Ostseite des Hofes ein stattliches Ökonomiegebäude. Das Schloss befand sich auch im Besitz der Familie von May. Nach mehreren Besitzerwechseln wurde das Schloss 1844 vom Arzt und Aargauer Grossrat Adolf Erismann erworben. Dieser wandelte die Anlage in eine Wasserkuranstalt um und liess zu diesem Zweck einen Saalbau errichten, in dem Aufenthaltsräume und Bäder untergebracht waren. Die spätere Gründerin des oberhalb des Schlosses gelegenen Schulheims Friedberg, Cäcilie Rosina Strauss (1795–1858), arbeitete bis zu ihrer Pension in der Kuranstalt.
Ab 1872 hatte Erismanns Sohn Max Alphonse die Leitung inne, bevor er das Schloss im Jahr 1921 verkaufte und nur den zugehörigen Gutsbetrieb behielt. Die in ganz Europa bekannte Anstalt war bis nach dem Zweiten Weltkrieg in Betrieb. Danach diente das Schloss bis in die 1980er Jahre als Hotel. Dann kaufte es der Sammler und Immobilienunternehmer Bruno Stefanini, der dort grosse Bunkeranlagen graben liess, in denen er Teile seine Sammlung lagerte. Der Bunker sollte zum Museum werden, weil sich Stefanini mit den Behörden aber nicht einigen konnte, verfolgte er das Projekt nicht weiter. Heute ist das Schloss im Besitz von Stefaninis Stiftung für Kunst, Kultur und Geschichte und nicht öffentlich zugänglich.

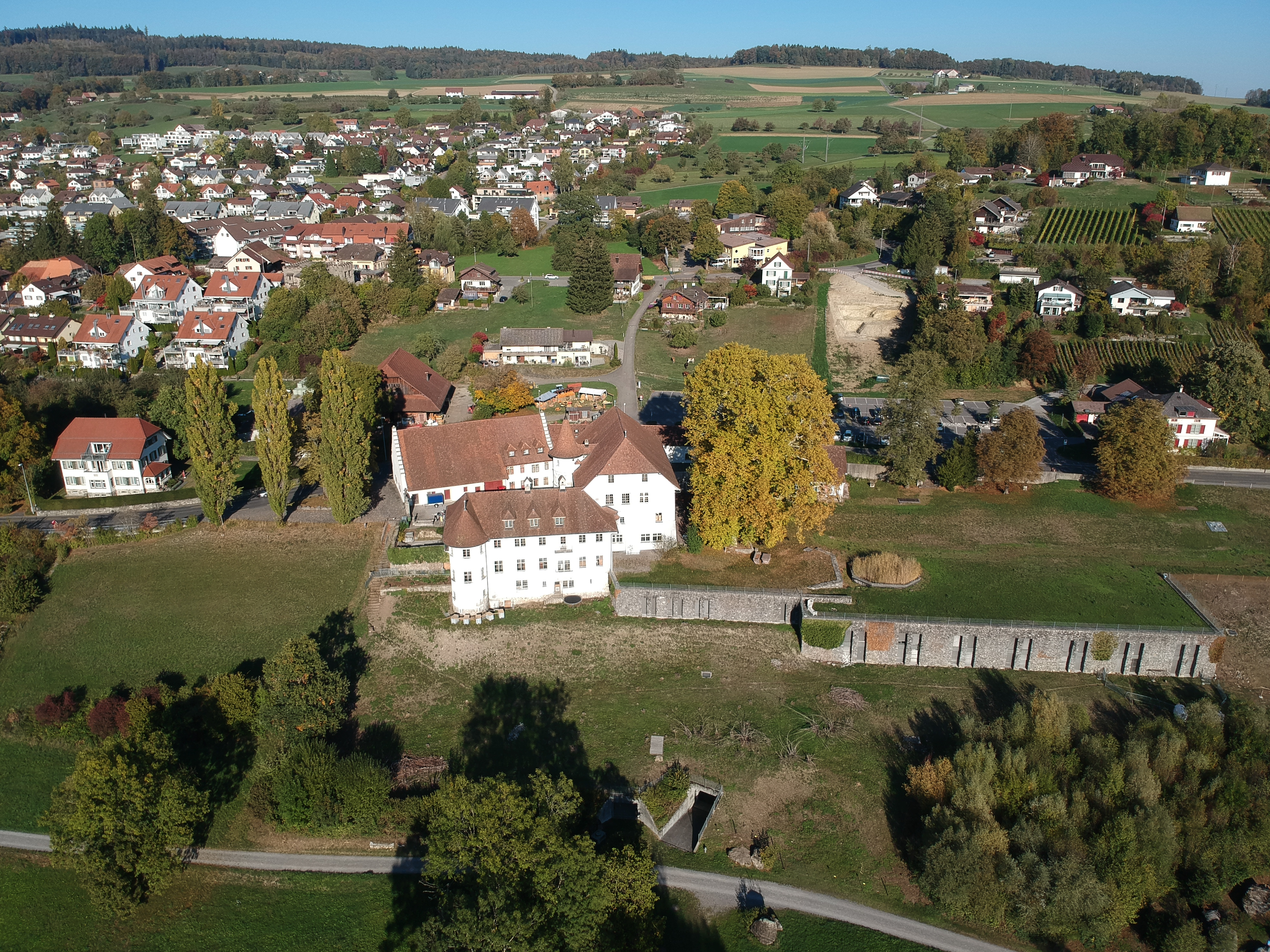
Schloss Brestenberg aus der Luft
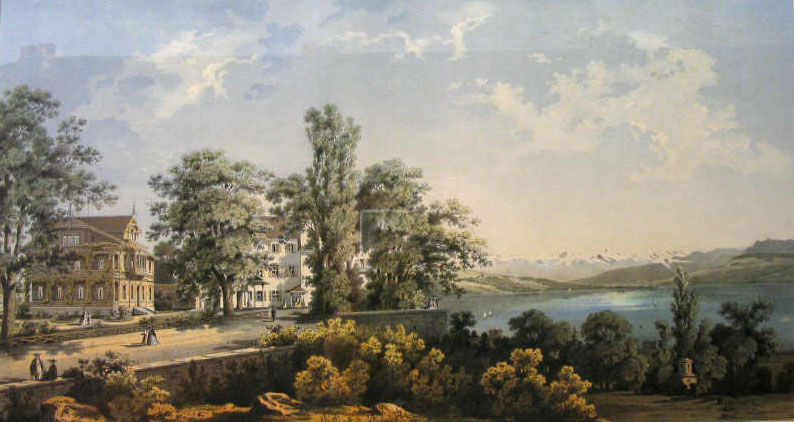
Brestenberg und Hallwilersee auf einer Farblithografie von 1865

## Film
- Die Hinterlassenschaft des Bruno Stefanini von Thomas Haemmerli, Kinodokumentarfilm 2025